# Murray Monolith
Murray Monolith är en bergstopp i Antarktis. Den ligger i Östantarktis. Australien gör anspråk på området. Toppen på Murray Monolith är 370 meter över havet.
Terrängen runt Murray Monolith är platt åt sydost, men västerut är den kuperad. Havet är nära Murray Monolith norrut. Trakten är obefolkad. Det finns inga samhällen i närheten.